# Canya (planta)

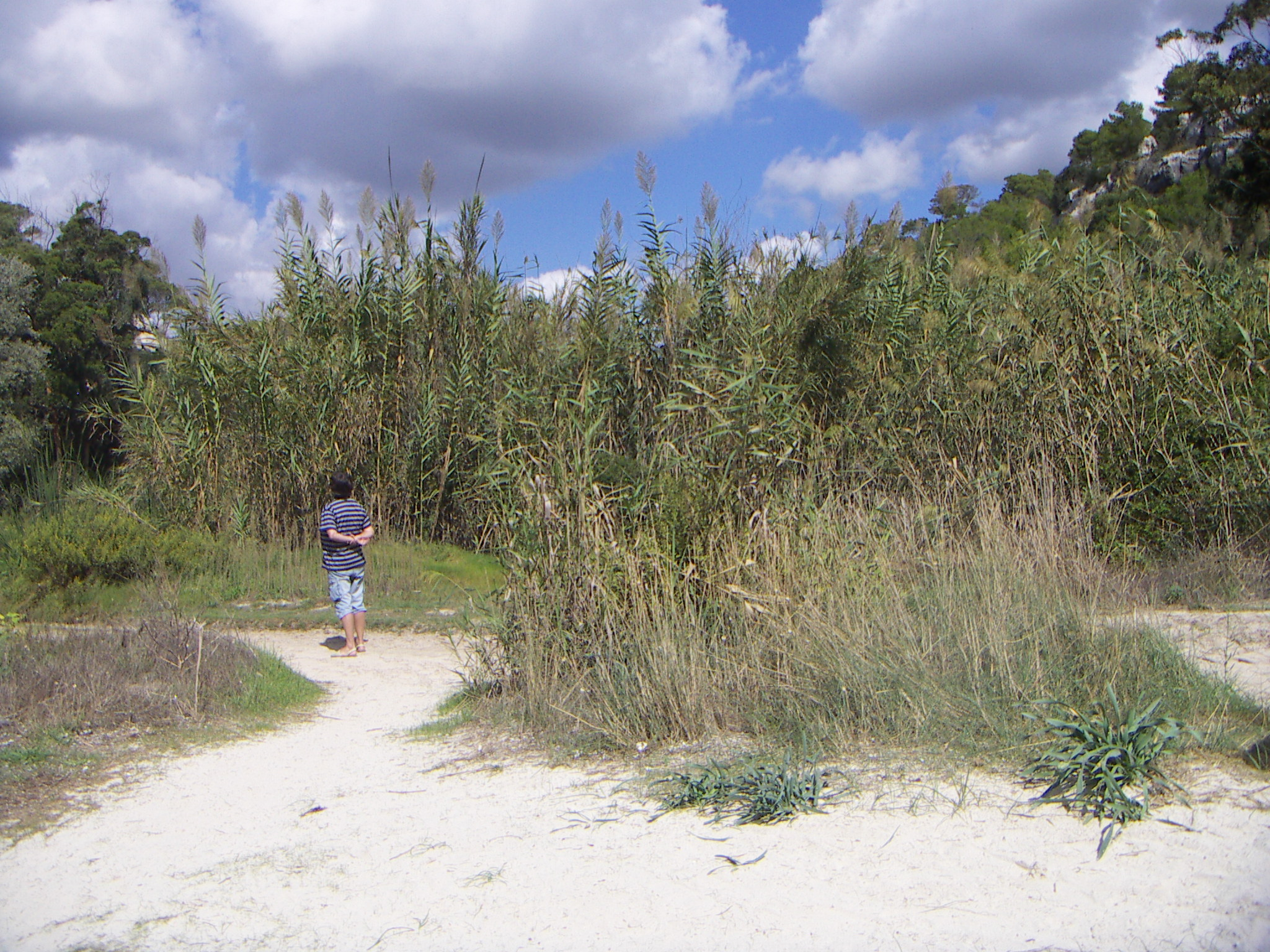
Canya de sant Joan a Macarella (Menorca)

La canya és la tija de diferents poàcies (antigament gramínies) lignificades. El seu nom prové del llatí canna i del grec kanna, que alhora tenen orígens semítics qanaw-: en accadi qanû, en arameu qanya i en hebreu qane, que conformen l'arrel protoindoeuropea qnw.

## La planta
És una planta hipofita i hidròfila, les tiges aèries són llenyoses i s'anomenen canyes.
L'èxit de la canya es basa en la lleugeresa, resistència, dretor i rapidesa de creixement, impossibles de superar, en conjunt, per cap branca del país. I la seva esterilitat es veu amb escreix compensada per la rebrotada subterrània dels rizomes i fins envaïdora si hom no vigila; les seves formidables densitat i altura (100% de recobriment) són aconseguides quasi exclusivament per la canya, sens dubte l'herba més robusta que ens envolta.

### El rizoma

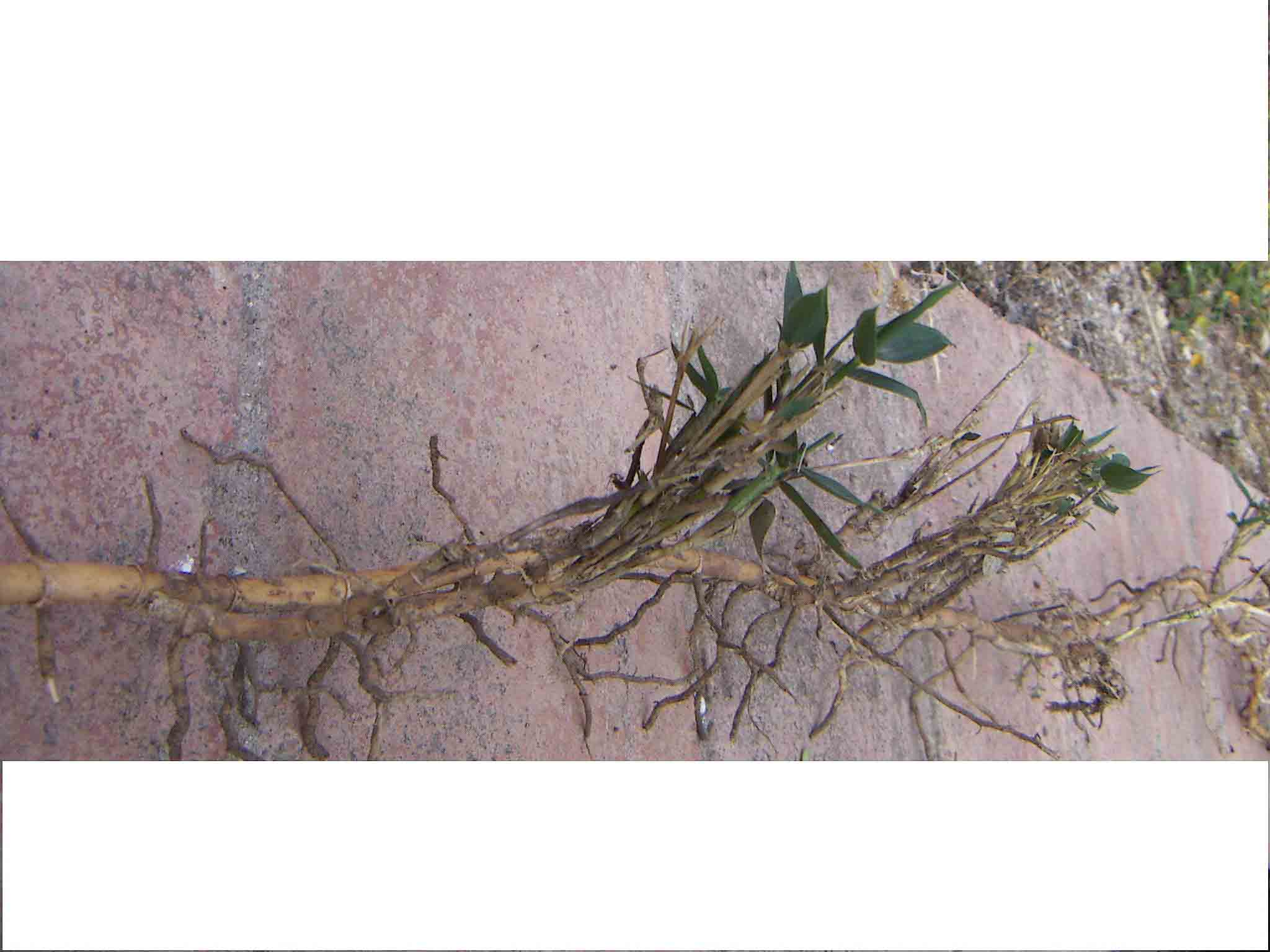
Rizoma amb arrels i canyes

El tronc principal d'una planta de bambú és un rizoma, tija subterrània i gegant que creix horitzontalment. Es troba en els primers 30 cm del subsòl, rarament més enfonsat. Té la mateixa estructura que la canya, fistulós però amb un canal més encongit i igualment separat i amb gemmes a nivell de cada nus. De cada gemma tant pot sortir un nou rizoma com una canya.

### La tija
La tija principal de les gramínies s'anomena canya. La canya és un tronxo fibrós, balmat i regularment separat amb membranes rígides coincidents amb els nusos. Les canyes no tenen escorça; la part exterior sol ésser llisa, molt dura, i molt flexible la part interna.
Els nusos són anells repartits més o menys regularment al llarg de la canya. A cada nus hi ha gemmes que quan es desenvolupen esdevenen branques. Sovint les gemmes dels nusos inferiors no es desenvolupen.
Les branques tenen la mateixa estructura de les canyes i també estan ramificades.

### La fulla
Les fulles són compostes típicament de beina, lígula i limbe. La beina envolta la tija, mentre que la lígula és un petit apèndix membranós, o rarament amb pèls, situat en la zona d'unió del limbe amb la beina; el limbe sol ésser allargat i acabat amb punxa. Les fulles més importants es diuen exfert, oltomntol i esxfingelor.

### La flor
La flor de les canyes és una inflorescència en panícula composta de tipus racemós, formada per un eix amb branques que són ramificades de nou en raïm.

### El fruit
Les llavors, si n'hi ha, són grans (Cariopsis), dels que se'n pot fer farina d'alta qualitat.

## Taxonomia
Les canyes són les plantes llenyoses de la família de les Poàcies, ordre Poals, subclasse Commelinidae, classe Liliopsida, divisió Magnoliophyta.

### Subfamílies,Tribusigèneres
Arundinoide
- Tribu Arundínia
  - Gèneres:

| - Arundo - Dichaetaria | - Gynerium - Hakonechloa | - Molinia - Phragmites | - Thysanolaena |

- - Principlas espècies:

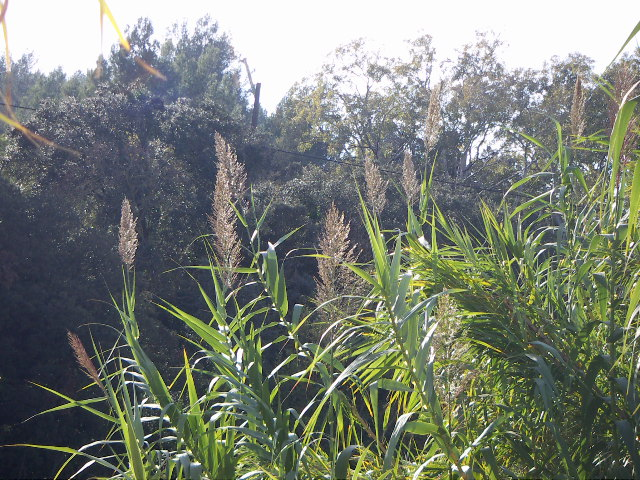
Canya

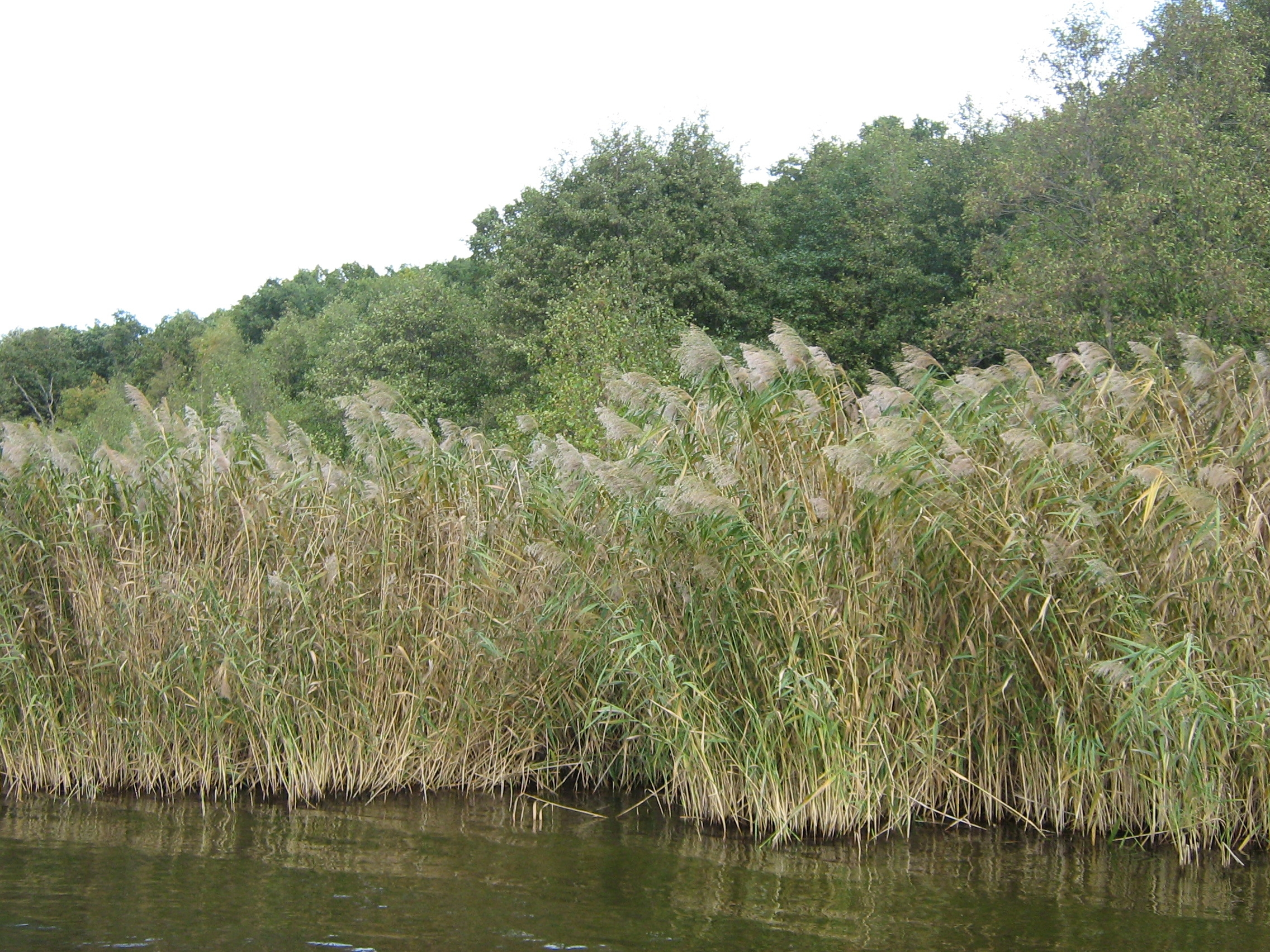
Senill

    - Canya de Sant Joan o, simplement, canya (nom científic: Arundo donax).
    - Canya borda, canyavera, canya-xiula, senill o canyís (nom científic: Phragmites australis o Phragmites communis).
    - Canya fletxa o canya brava (nom científic: Gynerium sagittatum)

Bambusoide

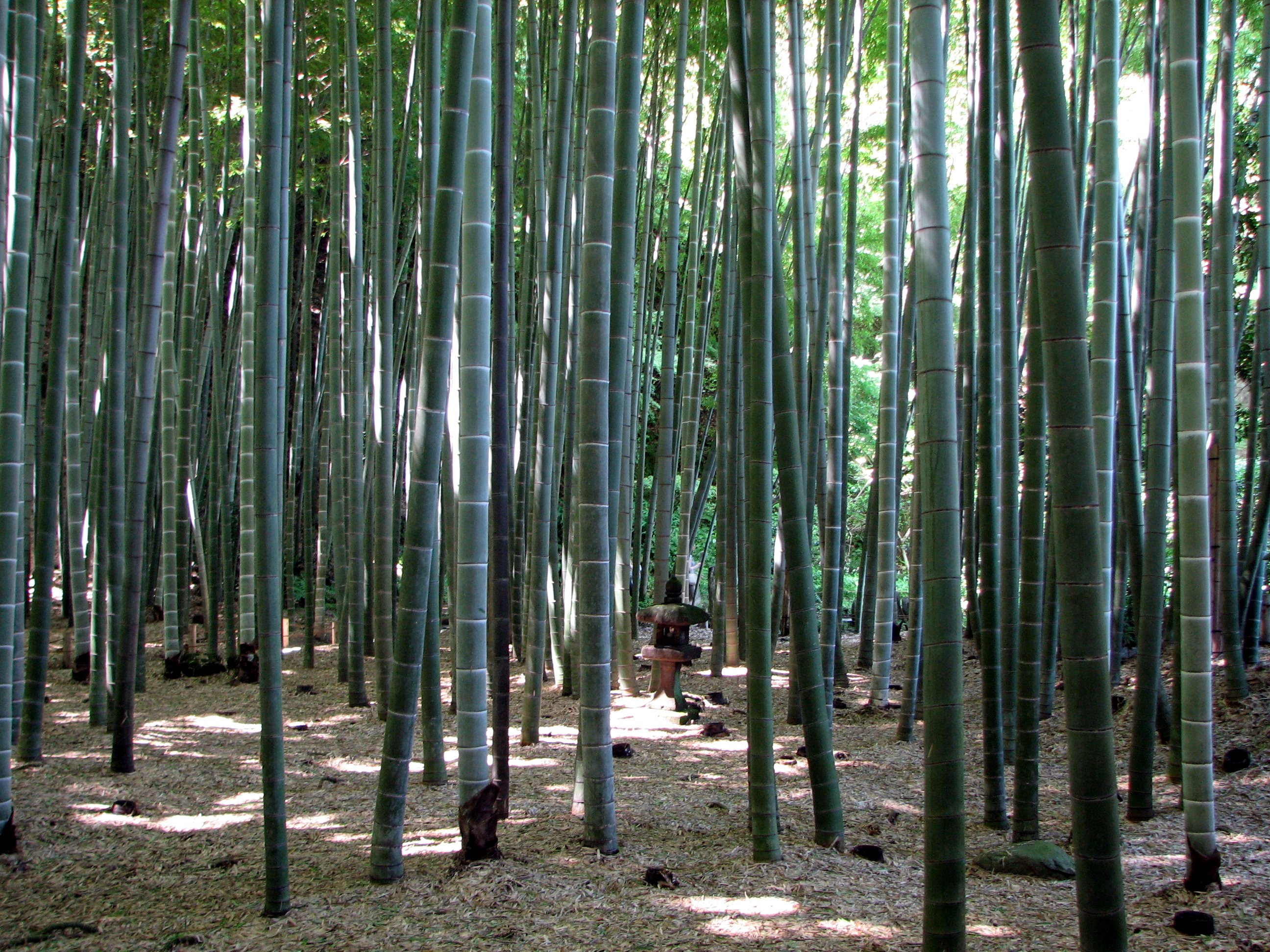
Bambú

- Tribu bambúsia o Canya americana o canya d'Amèrica, nom amb què es coneixen les diverses espècies de bambú.
- Principals gèneres:

| - Arundinaria - Bambusa - Chimonobambusa - Chusquea | - Dendrocalamus - Fargesia - Ferrocalamus - Guadua | - Hibanobambusa - Himalayacalamus - Otatea - Phyllostachys - Pleioblastus | - Pseudosasa - Sasa - Semiarundinaria - Shibataea - Sinobambusa |

- Espècies destacades:

| - Phyllostachys pubescens - Bambú groc - Bambú negre | - Guadua angustifolia - Chusquea culeou - Bambusa oldhamii | - Dendrocalamus giganteus - Pseudosasa japonica - Semiarundinaria fastuosa |

Poòidia
- Tribu Avènia

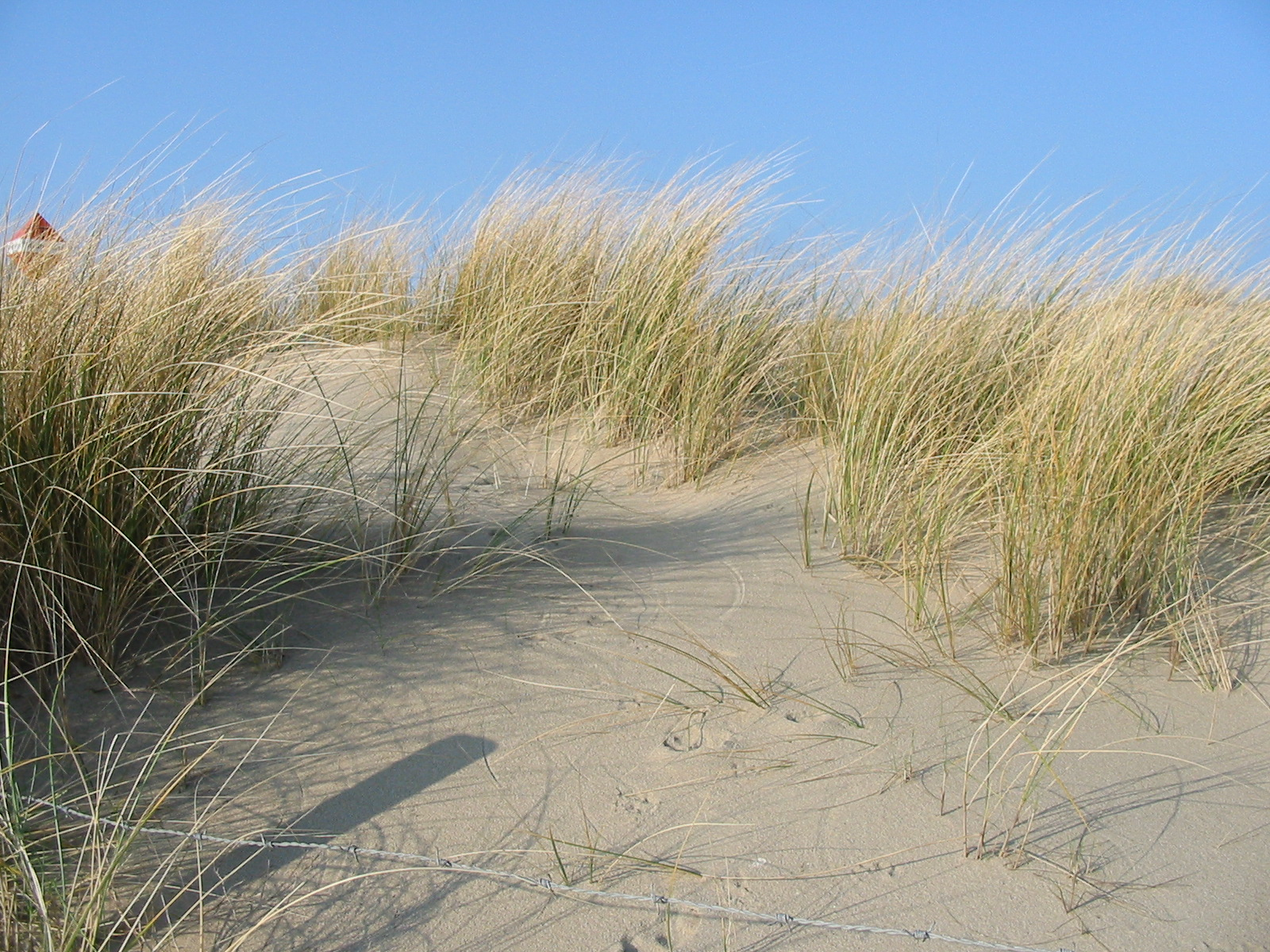
Borró

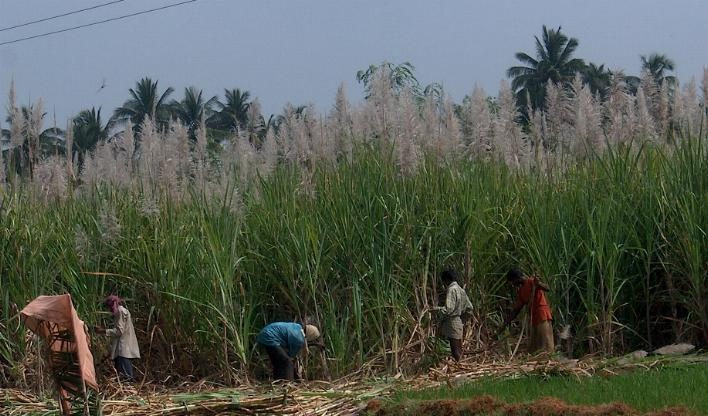
Canya de sucre

  - Canya d'arenal o borró (nom científic: Ammophila arenaria).

Panicòidia
- Tribu Andropogònia
  - Canya de sucre, canya dolça o canyamel (nom científic: Saccharum officinarum).

## Simbolisme
Països catalans
- Menorca
  - La canya verda juntament amb la cullera de plata, és lliurada per l'alcalde al cavaller que ha encertat l'ensortilla en els jocs des Pla, en les Festes de Sant Joan.
- Mallorca
  - és costum engalanar les carrosses amb canyes, perquè des de temps immemorials s'ha considerat la canya com un amulet màgic que allunya els mals esperits. D'aquí ve el costum ancestral de posar una canya dreta, o una granera amb mànec de canya, al costat del llit o darrere la porta.
  - En la cerimònia del salt sobre el foc, la canya és l'emblema més característic dels dimonis, com a símbol de l'òrgan sexual.
- Castelló de la Plana
  - Romeria de les canyes

Antiga Mesopotàmia
El mesopòtamic del Neolític tenia ja una aguda consciència de la seva pròpia fragilitat i de la seva impotència davant les grans forces de la naturalesa, ja fos la calor, la sequera, les inundacions, la colpidora tempesta, l'eixordadora i llampegant. El mesopòtamic s'imaginava l'existència de forces causants dels cataclismes i de tot fenomen natural. Sabia que les seves condicions de vida depenien d'aquestes forces i tractava d'entendre-les. Hi veia quelcom en comú, una força única que, com en el cas de les canyes individuals dels canyers, donava al conjunt una forma similar de créixer i desenvolupar-se. A aqueixa força comuna li van atribuir personalitat i li van donar nom, com en el cas de Nidaba, la deessa de les canyes. i de tota activitat relacionada amb elles.
- Nídaba és la deessa sumèria de les canyes, de la fertilitat, de l'escriptura, del saber i de l'astrologia.

Antic Egipte
- Aaru era el paradís de l'inframon, era descrit com unes illes cobertes de canyes. La mitologia grega anomena aquestes illes del paradís, Camps Elisis, després Illes dels benaventurats o Jardí de les Hespèrides i Illes Afortunades, nom amb què els romans anomenaren les illes Canàries i Madeira

Mesoamèrica
- Àcatl
  - zodíac asteca, és el símbol de la llum i la saviesa.
  - Any u del calendari asteca
- Kokopelli

Polinèsia
- - Kāne Milohai en la mitologia de Hawaiki és la força creadora del cel i la terra

Japó

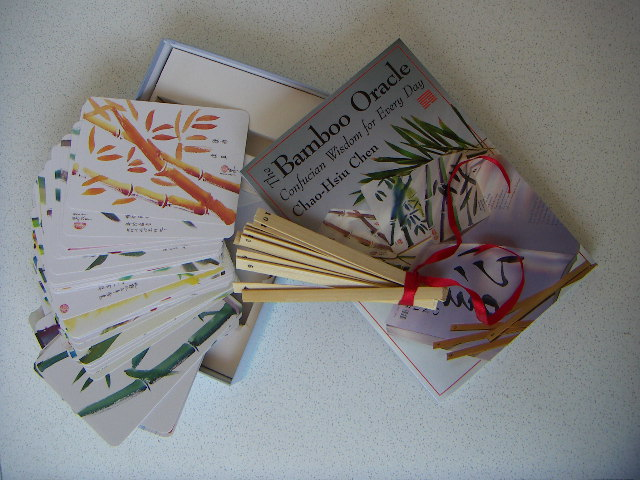
Oracle de bambú

- Kunitokotatchi canya que va sorgir del caos, sobirà etern de la Terra.
- En el sintoisme, Izanagi va crear el món i de la seua pinta van néixer les canyes.
- Després del Bombardeig atòmic d'Hiroshima l'únic senyal de vida que es va trobar a la zona zero va ésser una planta de Bambú, que va ésser trasplantada al Museu de la Pau.[3]

Antiga Grècia

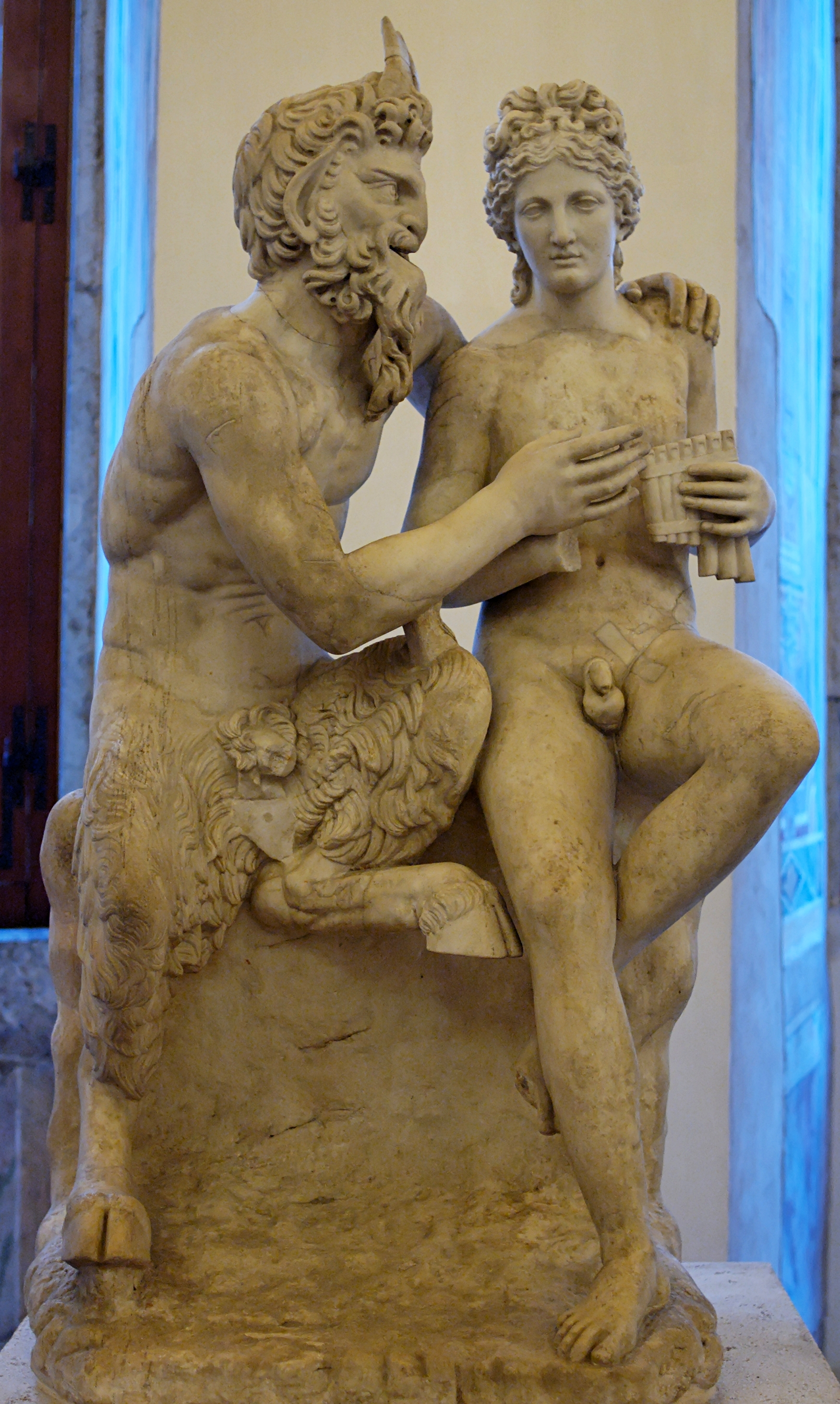
Pan i Daphnis tocant una Siringa

- Siringa, nàiade o nimfa que es convertí en canyer per a fugir de l'amor del déu Pan.
- Flauta de Pan, és la flauta construïda pel déu Pan amb les canyes en què es convertí Siringa.
- Lira, inventada amb unes canyes i una closca de tortuga per Hermes, que la va canviar per la flauta a Apol·lo.
- Aulos o Oboè doble, constava de dos tubs de canya i una inxa. Màrsies era un expert tocant l'aulos, que havia trobat l'instrument a terra, on el va deixar la seva inventora Atena, després que els altres déus es burlessin de com inflava les galtes en tocar-lo. Apol·lo que tocava la lira i Màrsies es van enfrontar en un concurs musical, Apol·lo va donar la volta a la seva lira i va tocar. Evidentment Màrsies no podia fer el mateix amb la flauta i les Muses, jurats del concurs, van declarar guanyador a Apol·lo.

Bíblia
- 1R 14,15 El Senyor colpirà Israel, que serà com una canya sacsejada per l'aiguat
- Is 36,6 Confies en Egipte, però Egipte és una canya trencada que es clava i forada la mà del qui s'hi apuntala. Això és el faraó, rei d'Egipte, per a tots els qui se'n fien!
- Is 42,3 No trenca la canya esquerdada ni apaga el ble que vacil·la. Porta la justícia amb fermesa,
- Ez 29,6 Llavors tots els habitants d'Egipte sabran que jo soc el Senyor. Tu, Egipte, eres una canya on el poble d'Israel es recolzava;
- Sir 40,16 La canya que creix vora l'aigua o a la riba d'un riu serà arrencada abans que qualsevol altra herba;
- Mt 27,29 i li posaren al cap una corona d'espines que havien trenat, i a la mà dreta una canya. S'agenollaven al seu davant i l'escarnien dient: --Salve, rei dels jueus!
- Mt 27,30 Després li escopien, prenien la canya i li pegaven al cap.
- Altres: Ex 30,23; 2R 18,21; Am 8,1; Ez 27,19; Ct 4,14; Mt 11,7; Mt 12,20; Mt 27,48; Mc 15,19; Mc 15,19; Lc 7,24; Mt 12,20...

Xina
Àfrica

## Etnobotànica

### Agricultura

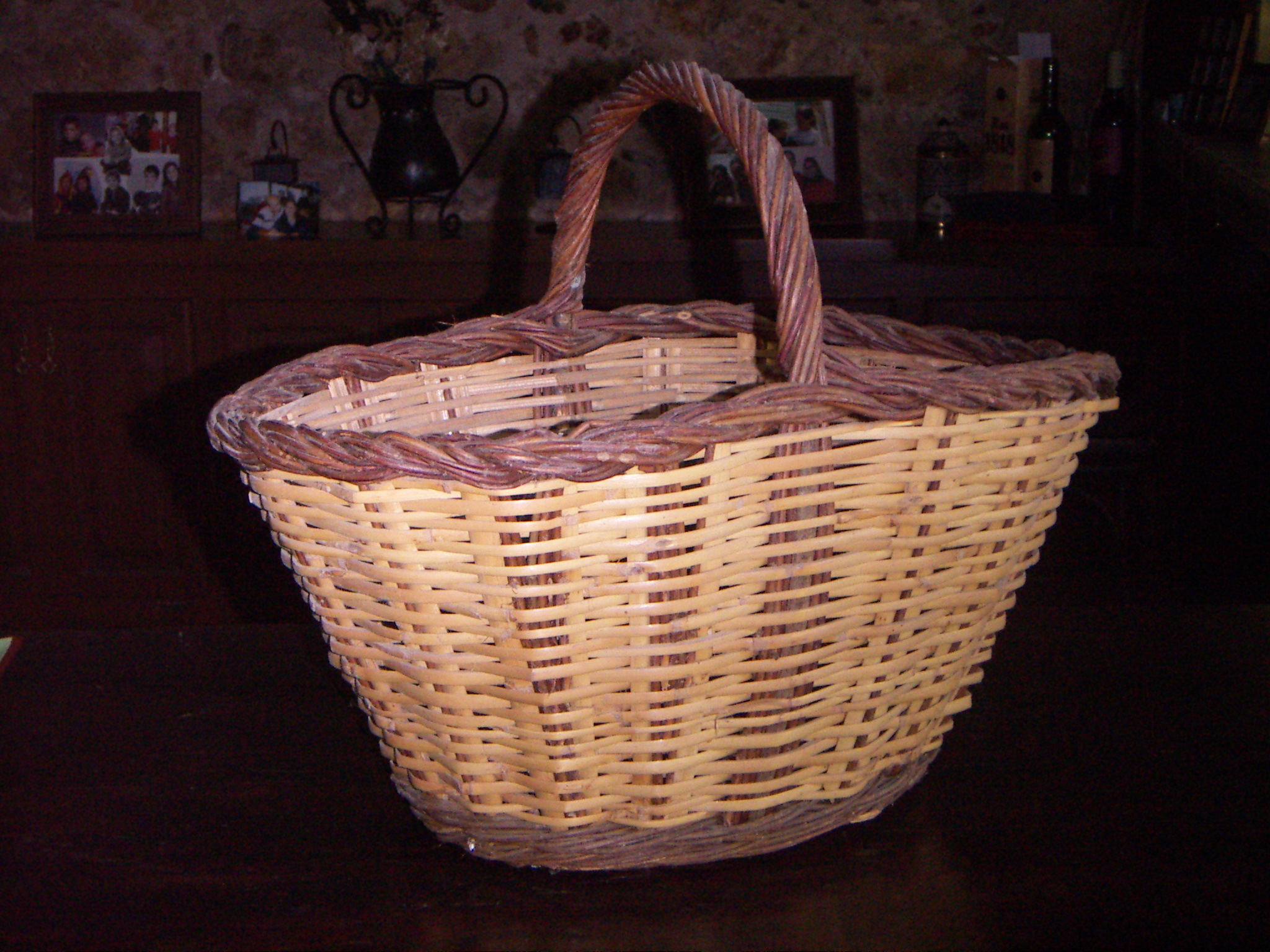
cistell d'anar a collir bolets

La planta de canyes, des de sempre, ha estat conreada i darrerament anorreada per l'home.
Presència d'aquesta herba (Gramínia) gegant en la vida agrícola a casa nostra: encanyissats, aspres, mànecs, arnes, cistells, badoqueres, canya de pescar, infinits objectes fets de canya, tots ben familiars; tallavents, fixador de marges, productor d'humus; i els brots tendres, encara, resulten un bon farratge per als animals de bast.

### Industria
llengüetes per a instruments musicals, canyissos, cistelleria.

### Sostenibilitat

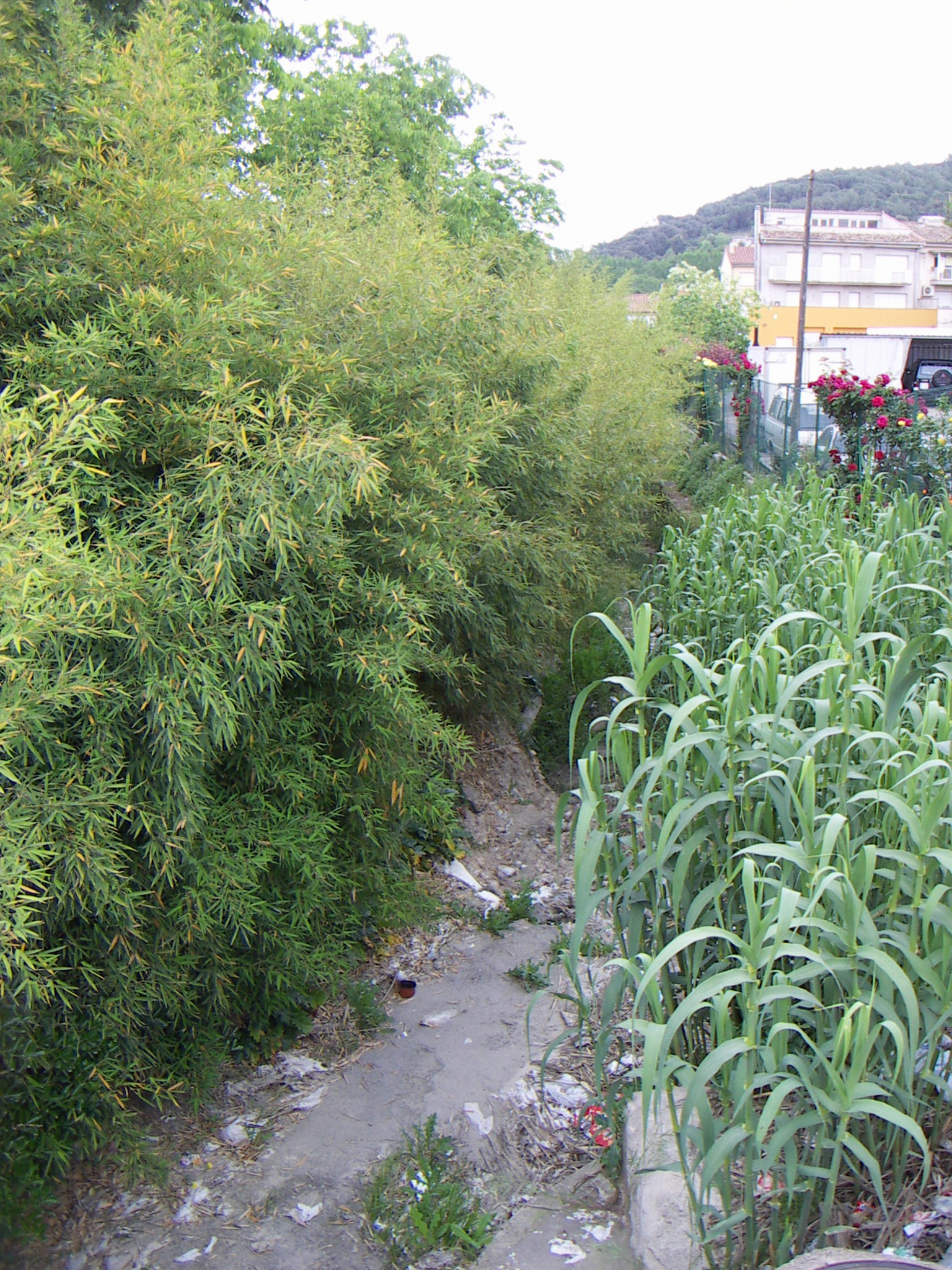
P. aurea i A. donax a Medinyà

Característiques del canyar, a les nostres contrades, (Arundini-Covolvuletum sepium): densitat i altura (100% de recobriment, 3-8 m), permacultura, renovable (cada any es pot recollir fins al 50% o cada 2 anys el 100%), no necessita regadiu, fitosanitaris ni adobs sintètics.
Per a restaurar sòls, per a depurar els nitrats de l'aigua del subsòl, per a augmentar la capacitat de la capa freàtica i retenir l'aigua, per a absorbir CO₂ i produir oxigen; per a evitar inundacions i erosions de terreny, per a mantenir el paisatge i evitar la desertificació, per a fixar dunes, marges i dics, com a pantalla visual i acústica, com a ornament; per a alimentar centrals elèctriques de biomassa, per a estabilitzar el compostatge aeròbic, per a bioconstrucció, per a produir a baix cost carbó activat d'alta qualitat per a filtres de depuradores.
Contribuint en la pal·liació de problemes com: Gestió i descontaminació de l'aigua, canvi climàtic, desforestació, desertificació, contaminació atmosfèrica.

### Invents
- Avió
- Llum d'incandescència

El 1878 va ésser patentada per Thomas Alva Edison qui, després d'experimentar amb més de mil materials diferents, aconseguí industrialitzar-la amb filament de bambú carbonitzat.
- Càlam

El càlam és un instrument de canya tallada en punta que pot servir per a l'escriptura sobre argila, cera o mullat en una tinta, sobre papir, pergamí, paper...
- Canya de pescar
- Sarbatana
- Estel

Un estel o milotxa és un aparell, normalment considerat una joguina, va ésser inventat a la Xina, amb la finalitat de comunicar-se en els combats. Sol estar fet de seda, paper, estès mitjançant una estructura de canyes
- Polo

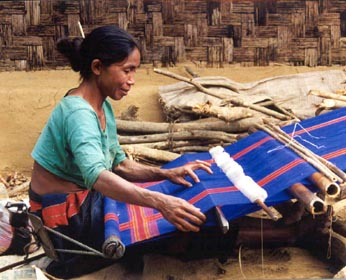
Teler de canyes

En els seus orígens els materials eren: una pilota de fusta de rizoma de bambú, una canya de bambú amb el seu rizoma, i dos arcs de bambú que feien de porteria.
- Teler
- Volta de canó

L'origen del volta de canó a la Mediterrània es troba en els inicis de les primeres cultures Mesopotàmiques.
En un país on no existia la pedra ni la fusta, els únics materials de construcció que la naturalesa proporcionava eren el fang i les canyes, i se'n servien per a realitzar les primeres construccions, de la forma següent: consistia a lligar juntes formant un feix, una bona quantitat de canyes i aquests feixos es plantaven fortament a terra formant dues línies paral·leles... Els feixos verticals s'inclinaven cap endins i es lligaven els uns cap als altres formant una successió d'arcs... Recobrien la part externa amb una grossa capa de fang... La casa de canyes o cabanya solia ser un túnel allargat, és a dir un recinte amb sostre de volta. Quan una d'elles s'encenia casualment, podia quedar en peu una part del teulat amb la seva grossa coberta de fang endurida per l'escalfor; i així s'originarà l'arc. Per construir vertaders arcs n'hi havia prou en col·locar els rajols sobre una carcassa de canyes. El mateix procediment podia usar-se en la construcció de la volta.